# John Weldon (Komponist)
John Weldon (* 19. Januar 1676 in Chichester; † 7. Mai 1736 in London) war ein englischer Komponist und Organist.

## Leben
john Welden begann seine musikalische Laufbahn als Chorknabe in Eton, bevor er von Henry Purcell persönlich unterrichtet wurde. 1694 erhielt er eine Anstellung als Organist im New College der Universität Oxford. Durch seine Begabung als Organist und seine ersten Kompositionsarbeiten (der Vertonung von Masquen) war er bald bekannt. 1701 fuhr er nach London, um am Wettbewerb zur Vertonung von William Congreves Libretto The Judgement of Paris (deutsch: Das Urteil des Paris) teilzunehmen. Trotz des nicht unparteiischen Wettbewerbskomitees gelang es ihm, sich dank seines moderneren Kompositionsstils gegen Kontrahenten wie Daniel Purcell, dem jüngeren Bruder Henry Purcells, John Eccles oder Gottfried Finger durchzusetzen. Im selben Jahr wurde er zum Gentleman des Chapel Royal ernannt.
Nach seiner erfolgreichen Etablierung als Komponist in London ließ er sich dort nieder, um fortan Musik für das Theater zu schreiben. Bis in die 1960er Jahre glaubte man, dass die Musik zu The Tempest, einem Werk von Shakespeare, aus der Feder von Henry Purcell stammen könnte. Offenbar war es eine Auftragsarbeit Weldons für das Drury Lane Theatre im Jahr 1712. In seinem persönlichen Stil erkennt man deutliche Einflüsse Henry Purcells, er ist aber auch geprägt durch italienische und „moderne“ französische Kompositionsformen, die zu jener Zeit sehr beliebt waren.
In den letzten Jahren seines Lebens widmete er sich fast ausschließlich der Kirchenmusik, unter anderem Aufträgen des Chapel Royal, wo er eine Anstellung als Organist unter der Leitung von John Blow fand. 1715 wurde er zum zweiten Komponisten unter William Croft berufen. Ab 1714 war er auch Organist in den zwei Londoner Kirchen Saint Bride's an der Fleet Street und Saint Martin in the Fields. Am 7. Mai 1736 starb er in London und wurde in der St Paul’s Cathedral in Covent Garden beigesetzt.

## Opern
- The Judgement of Paris (6. Mai 1701)
- Orpheus and Euridice (etwa 1701)
- Britain’s Happines (1704)
- The Tempest (1712)

## Quelle
- Grove's Dictionary of Music and Musicans, J. Fuller Maitland, 1914, Macmillan and Co. Ltd., Seite 491/492

| Personendaten    | Personendaten                     |
| ---------------- | --------------------------------- |
| NAME             | Weldon, John                      |
| KURZBESCHREIBUNG | englischer Komponist und Organist |
| GEBURTSDATUM     | 19. Januar 1676                   |
| GEBURTSORT       | Chichester                        |
| STERBEDATUM      | 7. Mai 1736                       |
| STERBEORT        | London                            |